# Jazmin Hotham
Jazmin Felix-Hotham (2 de julho de 2000) é uma jogadora de rugby sevens neozelandesa. Ela joga pelo Black Ferns Sevens e representa Waikato provincialmente.

## Carreira
Hotham ainda estava cursando a Hamilton Girls' High School quando recebeu um contrato de desenvolvimento com o time Black Ferns Sevens. Em 2017, ela ajudou sua escola a ganhar o título National Condors e também marcou o try da vitória na final do World Schools Sevens.
Hotham foi inicialmente escolhida para capitanejar a equipe feminina de sevens da Nova Zelândia para as Olimpíadas da Juventude de 2018, mas foi descartada devido a uma lesão no ombro que sofreu enquanto jogava rúgbi representativo. Hotham fez sua estreia internacional pelo Black Ferns sevens na semifinal contra a França no Sydney Women's Sevens de 2020. Ela foi nomeada como reserva itinerante para o time das Olimpíadas de 2020 em Tóquio.
Hotham foi nomeada no time Black Ferns para a Sevens Series de 2022. Ela fez parte do time Black Ferns Sevens para os Jogos da Commonwealth de 2022 em Birmingham. Ela ganhou uma medalha de bronze no evento. Mais tarde, ela ganhou uma medalha de prata na Copa do Mundo de Rugby Sevens na Cidade do Cabo.
Em 20 de junho de 2024, foi anunciado que ela havia sido selecionada como membro da equipe feminina de rugby sevens da Nova Zelândia para as Olimpíadas de Paris.